# Fujiwara no Mototsune

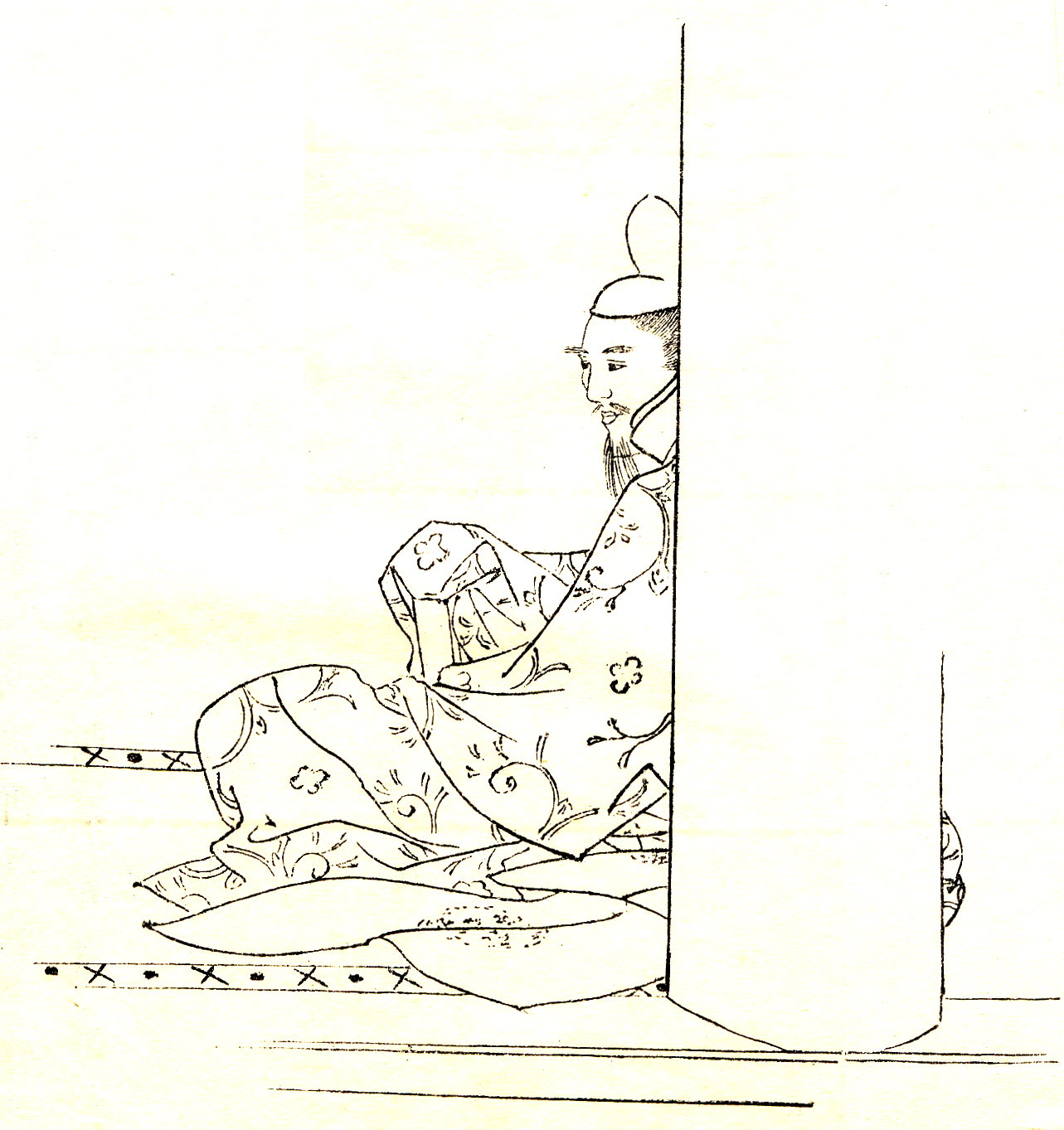
Fujiwara no Mototsune

Fujiwara no Mototsune (jap. 藤原 基経; * 836; † 891) war ein hoher japanischer Hofadeliger (Kuge), der die von Fujiwara no Yoshifusa begonnene Tradition der Fujiwara fortsetzte, die Funktion eines Sesshō (Regenten für den minderjährigen japanischen Kaiser) zu besetzen und damit Japan de facto selbst zu regieren.
Nachdem der Kaiser das Erwachsenenalter erreichte, erfand Mototsune für sich selbst die Position eines Kampaku (Regenten), um die Macht der Fujiwara durch die gesamte Regierungszeit des erwachsenen Kaisers fortzusetzen.
| Personendaten    | Personendaten                                                 |
| ---------------- | ------------------------------------------------------------- |
| NAME             | Fujiwara no Mototsune                                         |
| ALTERNATIVNAMEN  | 藤原 基経 (japanisch)                                         |
| KURZBESCHREIBUNG | japanischer Hofadeliger, Regent für den minderjährigen Kaiser |
| GEBURTSDATUM     | 836                                                           |
| STERBEDATUM      | 891                                                           |